# Camerun ai Giochi olimpici
Il Camerun ha partecipato per la prima volta ai Giochi olimpici nel 1964.
La prima medaglia olimpica per il Camerun fu conquistata dal pugile Joseph Bessala a Città del Messico 1968 mentre la prima medaglia d'oro giunse grazie alla squadra di calcio a Sydney 2000. Il Camerun ha partecipato a una sola edizione dei Giochi olimpici invernali, con Isaac Menyoli a Salt Lake City 2002.
Il Comitato Olimpico Nazionale e Sportivo Camerunese venne creato e riconosciuto dal CIO nel 1963.

## Medaglieri

### Medaglie alle Olimpiadi estive
| Giochi                 | Oro | Argento | Bronzo | Totale |
| ---------------------- | --- | ------- | ------ | ------ |
| Tokyo 1964             | 0   | 0       | 0      | 0      |
| Città del Messico 1968 | 0   | 1       | 0      | 1      |
| Monaco di Baviera 1972 | 0   | 0       | 0      | 0      |
| Montréal 1976          | 0   | 0       | 0      | 0      |
| Mosca 1980             | 0   | 0       | 0      | 0      |
| Los Angeles 1984       | 0   | 0       | 1      | 1      |
| Seul 1988              | 0   | 0       | 0      | 0      |
| Barcellona 1992        | 0   | 0       | 0      | 0      |
| Atlanta 1996           | 0   | 0       | 0      | 0      |
| Sydney 2000            | 1   | 0       | 0      | 1      |
| Atene 2004             | 1   | 0       | 0      | 1      |
| Pechino 2008           | 1   | 0       | 0      | 1      |
| Londra 2012            | 0   | 0       | 1      | 1      |
| Rio de Janeiro 2016    | 0   | 0       | 0      | 0      |
| Tokyo 2020             | 0   | 0       | 0      | 0      |
| Parigi 2024            | 0   | 0       | 0      | 0      |
| Totale                 | 3   | 1       | 2      | 6      |

### Medaglie alle Olimpiadi invernali
| Giochi              | Oro              | Argento          | Bronzo           | Totale           |
| ------------------- | ---------------- | ---------------- | ---------------- | ---------------- |
| Salt Lake City 2002 | 0                | 0                | 0                | 0                |
| Torino 2006         | non partecipante | non partecipante | non partecipante | non partecipante |
| Vancouver 2010      | non partecipante | non partecipante | non partecipante | non partecipante |
| Sochi 2014          | non partecipante | non partecipante | non partecipante | non partecipante |
| PyeongChang 2018    | non partecipante | non partecipante | non partecipante | non partecipante |
| Pechino 2022        | non partecipante | non partecipante | non partecipante | non partecipante |
| Totale              | 0                | 0                | 0                | 0                |

### Medaglie per sport
| Sport             | Oro | Argento | Bronzo | Totale |
| ----------------- | --- | ------- | ------ | ------ |
| Calcio            | 1   | 0       | 0      | 1      |
| Atletica leggera  | 2   | 0       | 0      | 2      |
| Pugilato          | 0   | 1       | 1      | 2      |
| Sollevamento pesi | 0   | 0       | 1      | 1      |
| Totale            | 3   | 1       | 2      | 6      |

### Medagliati
| Medaglia | Atleta | Edizione         | Sport             | Evento             |
| -------- | --- | ---------------- | ----------------- | ------------------ |
| Oro      | Patrice Abanda, Nicolas Alnoudji, Clément Beaud, Daniel Bekono, Serge Branco, Joël Epalle, Lauren, Samuel Eto'o, Idriss Carlos Kameni, Modeste Mbami, Patrick Mboma, Albert Meyong Ze, Serge Mimpo, Daniel Ngom Kome, Aaron Nguimbat, Geremi Njitap, Patrick Suffo, Pierre Womé | Sydney 2000      | Calcio            | Torneo maschile    |
| Oro      | Françoise Mbango Etone | Atene 2004       | Atletica leggera  | Salto triplo donne |
| Oro      | Françoise Mbango Etone | Pechino 2008     | Atletica leggera  | Salto triplo donne |
| Argento  | Joseph Bessala | Messico 1968     | Pugilato          | Pesi Welter        |
| Bronzo   | Martin Ndongo-Ebanga | Los Angeles 1984 | Pugilato          | Pesi Leggeri       |
| Bronzo   | Madias Dodo Nzesso-Ngake | Londra 2012      | Sollevamento pesi | Pesi massimi       |